# Jugend ohne Jugend
Jugend ohne Jugend (Originaltitel: Youth Without Youth) ist ein Spielfilm aus dem Jahr 2007. Regie führte Francis Ford Coppola, der das Drehbuch anhand der gleichnamigen Novelle des Religionswissenschaftlers und Schriftstellers Mircea Eliade entwarf. Der Film wurde in Rumänien und Bulgarien gedreht.

## Handlung
Der siebzigjährige, mit dem Gedanken an Selbstmord hadernde Professor der Sprachwissenschaft Dominic Matei überlebt zum Osterfest im Jahr 1938 in Bukarest einen Blitzschlag. Daraufhin verjüngt sich sein Äußeres um 35 Jahre. Über dem Ticken der Uhr taucht außerdem ein zweites Ich auf, mit dem er ständig in traumartiger Zwiesprache ist, und das seiner rationalen Seite entspricht. Er erhält die Fähigkeit, Bücher durch bloße Berührung „aufzusaugen“ und Leute durch seine Gedanken bis hin zur Telekinese zu beeinflussen, und er wird weiter jünger. Er entwickelt sich zu einem Übermenschen und flieht vor den Nazis, die ihn als Übermenschen betrachten und mit ihm Experimente durchführen wollen. Ganz ähnlich verwehrt er sich einem Angebot der Regierung der Vereinigten Staaten. Dann geht der Weltkrieg in Hiroshima und Nagasaki zu Ende. 1949 folgt Joe-1 und 1952 die Wasserstoffbombe Ivy Mike, 1969 die Mondlandung.
Im Jahr 1951 lebt Matei in der Schweiz, wo er eine Sprache entwickelt, in der er seine Angst vor den Nuklearwaffen äußert. Er lernt die hübsche Veronica kennen, die ihn an seine Freundin aus Studentenzeiten erinnert. Auch Veronica wird vom Blitz getroffen. Von da an macht sie nachts in einem Zustand von Trance immer wieder Reisen in ihre vergangenen Identitäten, so hält sie sich für eine Woche für eine Inderin aus dem 7. Jh., für eine Ägypterin und eine Sumererin und legt unglaubliches linguistisches Material frei. Dadurch wird sie schlagartig berühmt und flieht mit Matei, mit dem sie inzwischen liiert ist, nach Malta. Die Reisen ihres Ichs gehen in immer frühere Stadien der Menschheitsgeschichte bis zum Anbeginn der Sprache, und gleichzeitig altert sie wie Das Bildnis des Dorian Gray für ihn, so dass sich der faustische Matei die Frage stellt, ob er bei ihr bleiben soll, um sein Buch und damit Lebenswerk mit ihrer Hilfe fertigzustellen, oder ob er sie verlassen soll, in der Hoffnung, ihr Altern dadurch rückgängig zu machen. Er liefert sich einen letzten Streit mit seinem zweiten Ich über Gut und Böse und darüber, ob der Zweck die Mittel heiligt, und zerschmettert es in einem Spiegel. Nachdem er Veronica verlassen hat, kehrt er in das Café Select bei Freunden seiner Professorenzeit ein (die eigentlich nicht mehr am Leben sein dürften) und erfriert dann gealtert im Schnee, mit der dritten Rose in der Hand, die ihm sein Doppelgänger versprochen hatte.

## Kritiken
Dem Film war bei Kritikern im englischen Sprachraum kein freundlicher Empfang beschieden. Auf der Internetseite Rotten Tomatoes ist der Film am 26. November 2022 mit 107 ausgewerteten Kritiken mit 33 Prozent eingestuft (23 Prozent von 43 Topkritikern). Bei Metacritic steht er am selben Tag mit 29 ausgewerteten Kritiken bei 43 Prozent.
Emanuel Levy schrieb auf emanuellevy.com, der Film sei „herausfordernd“, „komplex“, „provozierend“ und „nicht kommerziell“. Er weise eine nichtlineare Erzählweise und ein Fehlen herkömmlicher Charaktere auf. Seine komplexe Struktur könne einige Zuschauer verwirren.
Verena Lueken stellte in der Frankfurter Allgemeinen Zeitung heraus, dass dies genau der Film sei, den Coppola drehen wollte: „Niemand hat ihm reingeredet, niemand reingepfuscht.“ Von Hollywood hat sich der Regisseur zugunsten seines Weingutes „längst verabschiedet“. Manohla Dargis sah in ihrer Besprechung in der New York Times ein hochgradig privates, bekenntnishaftes und auch traumartiges Werk Coppolas. „[…] weniger eine Rückkehr zur Form als vielmehr ein neuer Anfang“, schrieb dort A. O. Scott.
Jörg Peter Löblein schrieb in der Sächsischen Zeitung Online: „Wer freilich von den letzten Dingen handeln will, der darf eine gewisse Komplexität nicht scheuen“. Rüdiger Suchsland bei Telepolis: „Coppolas neuer Film ist zwar eine intellektuelle Zumutung – was aber vor allem der Vorlage geschuldet ist. Ästhetisch ist er aber der Beachtung wert. […] Die Bilder sind makellos und wunderbar, das Schwarzweiß herrlich. […] Kino als Paralleluniversum.“ Doris Kuhn beschrieb in der SZ: „Natürlich demonstriert er hier die Sehnsucht nach Jugend […]. Aber das allein wäre zu einfach. Der andere Teil der Botschaft legt nahe, dass auch eine zweite Chance nichts ändert an einem Leben. Man bleibt bei seinen Obsessionen“. Der Chefredakteur der renommierten Cahiers du Cinéma, Jean-Michel Frodon zum Auftakt seines Artikels: „Er ist zurück. […] Ein enormer Filmkünstler in Hinblick auf ästhetische Fortentwicklung […] Ein Visionär […] Der ‚auteur‘ […] Stratege […] Pionier […] Die Coppola-Gleichung: 1+2+3+4+5 = Kino.“
Peter Bradshaw berichtete in The Guardian von einer „Mystery-Romanze, die es schafft, nicht besonders mysteriös und nicht besonders romantisch zu sein. […] das ist die Sorte vielversprechender Kuriosität, die Coppola als sehr junger Mann hätte drehen sollen, bevor er zu seinen reifen Meisterwerken gekommen ist. […] sie lässt Coppola scheinen, als würde er unter Alter ohne Alter leiden: Erschöpfung ohne Weisheit.“ Jeffrey M. Anderson von Combustible Celluloid gefällt der Film „vielleicht in ein paar Jahren, wenn ich älter und weiser bin.“ Knut Elstermann, Radio Eins: „Nach zehn Jahren Pause meldet sich Coppola zurück, um die Welt mit einem anspruchsvoll verrätselten, zähen und faktisch ungenießbaren Werk zu verwirren, dem man letztlich nur zugute halten [kann], dass es sich um keine Konventionen schert. […] Die Handlung […] wird so zerstückelt, verkitscht und verschroben präsentiert, dass am Ende niemand, sicher auch Coppola nicht, noch weiß, wohin die Reise eigentlich gehen sollte.“ Stephanie Zacharek wird bei Salon.com deutlich: „in erster Linie bekloppt […] Es war eine Qual, das anzuschauen.“

## Hintergründe
Francis Ford Coppola sagte, er sei zu jenen Themen zurückgekehrt wie „Zeit, Bewusstsein und die auf den Träumen aufgebaute Realität“, an denen er bereits als Student Interesse gehabt habe. The Independent gegenüber erklärte er: „Es ist ein wunderbares Gefühl. Ich komme mir vor, als würde ich das machen, was ich mit 18 tun wollte.“ Coppola gab im Interview mit Iain Blair (Post Magazine Februar 2008) an, er sei sehr zufrieden damit, wie der Film geworden ist.
Coppola drehte den Film mit einem relativ niedrigen Budget, das er aus eigenen Mitteln aufbrachte.
Der Film wurde in Bulgarien und in Rumänien gedreht. Der Film wurde vollständig digital in HDTV (HDCAM) mit Sony HDC-F950-Kameras aufgenommen. Nach Angaben der IMDb dauerten die Dreharbeiten 85 Tage, in denen bemerkenswerte 170 Stunden Rohmaterial gefertigt worden sind.
Die vor allem von Alexandra Maria Lara artikulierten Sprachen waren nach dem Stand der Wissenschaft authentisch. Die konstruierte Sprache Tim Roths wurde von Professor David Shulman von der Hebräischen Universität Jerusalem entworfen, und dafür benötigte er nur wenige Stunden. Es wurde allerdings auch viel nachsynchronisiert.
Die Weltpremiere fand am 20. Oktober 2007 auf dem italienischen RomaCinemaFest statt; am 24. Oktober 2007 wurde der Film auf dem türkischen Eurasia Film Festival gezeigt.
Mit Stand vom 10. Juli 2008 hat der Film laut Box Office Mojo etwa 2,4 Millionen US-Dollar eingespielt (Total Lifetime Grosses), davon etwa 90 Prozent im Ausland.